# إيلير ميتا
إيلير ميتا (بالألبانية: Ilir Meta) (مواليد 24 مارس 1969) دبلوماسي وسياسي ألباني. شغل سابقاً في 24 يوليو 2017 منصب رئيس ألبانيا. شغل سابقا منصب رئيس الوزراء في الفترة (1999-2002)، ليكون بذلك أصغر رئيس وزراء في تاريخ ألبانيا، حيث كان عمره آنذاك ثلاثون عاما. شغل ميتا أيضا منصب وزير الخارجية بين 2002 و2003 ومرة أخرى من 2009 إلى 2010. شغل أيضا منصب رئيس مجلس برلمان ألبانيا ما بين 2013 و2017. كما اشتغل ميتا كنائب لرئيس الوزراء وأيضا وزيرا للاقتصاد والتجارة والطاقة. وقبل ذلك، شغل منصب رئيس اللجنة البرلمانية للتكامل الأوروبي. أسس ميتا حزب الحركة الاشتراكية من أجل الاندماج (LSI) في سنة 2004.
في 28 أبريل 2017، تم انتخابه رئيسا لألبانيا بعد حصوله على تأييد 87 عضوا من أصل 140 مجموع أعضاء برلمان ألبانيا.

## النشأة
ولد ايلير ميتا في 24 مارس 1969 في كوروفود، سكرابار. تخرج من كلية الاقتصاد والسياسة التابعة لجامعة تيرانا. يجيد ميتا التحدث باللغة الألبانية والإنجليزية والإيطالية.
صرح ميتا بأنه مسلم ويتبع الطريقة البكتاشية التقليدية. ميتا متزوج من مونيكا كريمادي منذ أكتوبر 1998، ولديهما 3 أبناء.

## فترة الرئاسة
في 28 أبريل 2017، تم انتخاب ميتا رئيسا لجمهورية ألبانيا في الاقتراع الرابع بأغلبية 87 صوتا من أصل 140 عضوا في برلمان ألبانيا. تولى منصبه في 24 يوليو 2017. في حفل تنصيبه، حضر أبناؤه فقط، حيث كانت قد رفضت زوجته مونيكا كريمادي منصب السيدة الأولى في ألبانيا بحجة رغبتها في التفرغ لمنصب زعيم الحزب الذي كان قد أسسه زوجها، لتتولى بذلك ابنتهما إيرا ميتا المنصب.
خلال فترة ولايته، ركز إيلير ميتا بشكل رئيسي على عملية التكامل الأوروبي للبلد والتحديات العالمية التي تؤثر على ألبانيا. وأكد استعداد ألبانيا لتعزيز شراكتها الاستراتيجية الثنائية مع جميع الدول الشريكة في مجال الأمن وحلف الناتو.

## روابط خارجية
- إيلير ميتا على موقع IMDb (الإنجليزية)
- إيلير ميتا على موقع مونزينجر (الألمانية)